# Oedothorax apicatus
Oedothorax apicatus là một loài nhện trong họ Linyphiidae. Chúng được John Blackwall miêu tả năm 1850.